# 香取神社 (柏市大井)
香取神社（かとりじんじゃ）は、千葉県柏市の神社。

## 歴史
創建年代は不明である。『神社明細帳』によれば、元和5年（1619年）の創建としている。しかし、そのときの造営にあたって「境内の木を伐採したので、大木が少なくなった。」といわれており、それ以前からの存在を示唆している。年代不詳であるが当地の7戸の先住者が創建したという。
かつては道を挟んだ隣の福満寺の所有地だったこともあったという。
1908年（明治41年）の神社合祀により、周辺の神社が合祀された。昭和後期に社殿を新築して社容を一新した。

## 交通アクセス
- 路線バス大井停留所より徒歩9分。